# Clostridiaceae
Clostridiaceae es una familia de bacterias del grupo Clostridia que contiene el  género Clostridium. Son bacilos Gram positivos anaerobios quimiótrofos y formadores de endosporas.
Los estudios filogenéticos de ARNr 16S y 23S hechos desde 1975 revelan que grupos como Clostridium, Clostridiaceae, Clostridiales y Clostridia son polifiléticos.
- Datos: Q592153
- Multimedia: Clostridiaceae / Q592153
- Especies: Clostridiaceae